# François Sterchele
François Sterchele (14. marts 1982 – 8. maj 2008) var en belgisk fodboldspiller, der spillede for Club Brugge. Da han omkom i en trafikulykke, var han topscorer i sin klub, og i sæsonen 2006/2007 var han topscorer i Jupiter League (den bedste belgiske række). Han opnåede fire kampe på Belgiens fodboldlandshold, dog uden at score.